# Біла гвардія (телесеріал)
Біла гвардія (рос. Белая гвардия) — російський телесеріал знятий Сергієм Снєжкіним за однойменним романом та розповіддю «Я вбив» Михайла Булгакова. Прем'єрний показ серіалу відбувався 3 березня 2012 на телеканалі Росія-1. Зйомки серіалу проводились в Санкт-Петербурзі та Києві.

## Сюжет
Події серіалу відбуваються за книгою Михайла Булгакова. Дія роману розгортається в 1918 році, коли з Міста йдуть німці, які окупували Україну, і їх захоплюють війська Петлюри.
Герої — Олексій Турбін (28 років), Олена Турбіна-Тальберг (24 роки) і Миколка (17 років) — залучені в круговерть військових і політичних подій. Місто (в якому легко впізнається Київ) окуповане німецькою армією. Після підписання Берестейського миру воно не потрапляє під владу більшовиків і стає притулком безлічі російських інтелігентів і військових, які тікають з РРФСР. У місті створюються офіцерські бойові організації під покровительством гетьмана Скоропадського — союзника німців, недавніх ворогів. На Місто наступає армія Петлюри. На час подій роману укладено Комп'єнське перемир'я і німці готуються залишити Місто. Фактично, від Петлюри його обороняють лише добровольці. Розуміючи складність свого становища, вони заспокоюють себе чутками про наближення французьких військ, які нібито висадилися в Одесі (відповідно до умов перемир'я вони мали право зайняти окуповані території Росії до Вісли на заході). Жителі міста — Олексій (фронтовик, військовий лікар) і Миколка Турбіни йдуть добровольцями в загони захисників міста, а Олена оберігає будинок, який стає притулком офіцерів російської армії. Оскільки обороняти Місто власними силами неможливо, командування й адміністрація гетьмана кидають його напризволяще і йдуть разом з німцями (сам гетьман при цьому маскується під пораненого німецького офіцера). Добровольці — російські офіцери і юнкери безуспішно обороняють Місто без командування проти переважаючих сил противника (автор створив блискучий героїчний образ полковника Най-Турса). Частина командирів, розуміючи безглуздість опору, розпускають своїх бійців по домівках, інші діяльно організують опір і гинуть разом з підлеглими. Петлюра займає Місто, влаштовує пишний парад, але через кілька місяців змушений здати його більшовикам.

## Акторський склад
- Костянтин Хабенський — Олексій Васильович Турбін
- Ксенія Раппопорт — Олена Турбіна-Тальберг
- Михайло Пореченков — Віктор Вікторович Мишлаєвський
- Яніна Студіліна — Анюта
- Євген Дятлов — Леонід Юрійович Шервінський
- Євген Стичкін — Федір Миколайович Степанов
- Юрій Іцков — Василь Іванович Лисович (Василина)
- Андрій Зібров — Олександр Броніславович Студзиський
- Сергій Гармаш — Олесь Козир-Зірка
- Олексій Серебряков — Фелікс Най-Турс
- Ірина Скобцева — Марія Францівна Най-Турс
- Федір Бондарчук — Михайло Семенович Шполянський
- Володимир Вдовиченков — Плешко
- Юрій Стоянов — Блохін
- Олексій Гуськов — Малишев
- Іван Краско — Максим
- Сергій Шакуров — гетьман Скоропадський
- Сергій Барковський — отець Олександр

## Знімальна група
- Автори сценарію: Марина Дяченко, Сергій Дяченко
- Режисер: Сергій Снєжкін
- Продюсер: Олександр Роднянський
- Оператор: Сергій Мачильський
- Композитор: Юрій Потєєнко

## Українофобні елементи
Серіал переповнений антиукраїнськими наратими в яких висміюють українців як народ, їхню мову та прагнення до незалежності. У серіали міститься таких моментів більше аніж в романі.

## Заборона прокату в Україні
28 квітня 2014 року Міністерство культури України заборонили серіалу до прокату разом з фільмом Піддубний.